# Sébastien Morel
Pour les articles homonymes, voir Morel (patronyme).
Pas d'image ? Cliquez ici

a Compétitions nationales et continentales officielles uniquement.

b Matchs officiels uniquement.
Sébastien Morel, né le 21 janvier 1981 à Vichy (Allier), est un joueur français de rugby à XV et international français de rugby à sept qui évolue au poste de centre.

## Biographie
Sébastien Morel naît à Vichy dans le département de l'Allier en France. À l'âge de cinq ans, il fait ses débuts dans le rugby à XV au Rugby Club lapalissois en compagnie d'Emmanuel Étien. Au lycée, il intègre un sport-étude à Issoire dans le Puy-de-Dôme où il est rejoint par Emmanuel Étien.
De 2001 à 2005, il joue pour l'ASM Clermont Auvergne, tout en ayant intégré le centre de formation du club, avant d'évoluer pour l'Atlantique Stade rochelais jusqu'en 2010. Entre 2010 et 2012, il joue pour l'US Carcassonne. Pour la saison 2013-2014, il joue au Stade niortais.
Durant sa carrière de joueur, il est sélectionné en équipe de France de rugby à sept.
À partir de la saison 2014-2015, il devient entraîneur du Stade niortais. En 2021, il est nommé entraîneur des espoirs du Stade rochelais,. À l'issue de la saison 2023-2024, il quitte son poste au sein du Stade rochelais pour des raisons personnelles.
Pendant l'automne 2024, il est annoncé qu'il intègre l'encadrement de Philippe Boher en équipe de France des moins de 20 ans développement.

## Palmarès
- Finaliste des phases finales de Pro D2 en 2007 avec l'Atlantique Stade rochelais